# 山田明
山田 明（やまだ あきら） は、日本の技術者。三菱重工業技監や、九州大学カーボンニュートラル・エネルギー国際研究所招聘教授、日本機械学会副会長を歴任した。

## 人物・経歴
1978年九州大学工学部機械工学科卒業。1980年九州大学大学院工学研究科機械工学専攻修士課程修了。1983年九州大学大学院工学研究科動力機械工学専攻博士後期課程単位取得認定退学、三菱重工業入社。同年九州大学工学博士。1990年パデュー大学客員研究員。2003年三菱重工業先進技術研究所次長。2005年三菱重工業長崎研究所次長。2008年三菱重工業本社知的財産部部長。2011年三菱重工業長崎研究所主幹。2012年三菱重工業長崎研究所技監・主幹研究員。2014年日本機械学会動力エネルギーシステム部門長。熱工学技術への貢献が顕著であるとして、日本機械学会第92期（2014年度）熱工学部門賞功績賞（技術功績賞）を受賞。2019年日本機械学会副会長。三菱重工業総合研究所顧問、九州大学カーボンニュートラル・エネルギー国際研究所招聘教授も務めた。